# Кошчянски окръг
Кошчянски окръг (на полски: Powiat kościański) е окръг в Централна Полша, Великополско войводство. Заема площ от 722,42 км2. Административен център е град Кошчян.

## География
Окръгът се намира в историческия регион Великополша. Разположен е в югозападната част на войводството.

## Население
Населението на окръга възлиза на 78 895 души (2012 г.). Гъстотата е 109 души/км2.

## Административно деление
Административно окръгът е разделен на 5 общини.
Градска община:
- Кошчян

Градско-селски общини:
- Община Кшивин
- Община Чемпин
- Община Шмигел

Селска община:
- Община Кошчян

## Галерия
- Кошчян
- Кшивин
- Чемпин
- Шмигел